# Chrétien de Thiennes

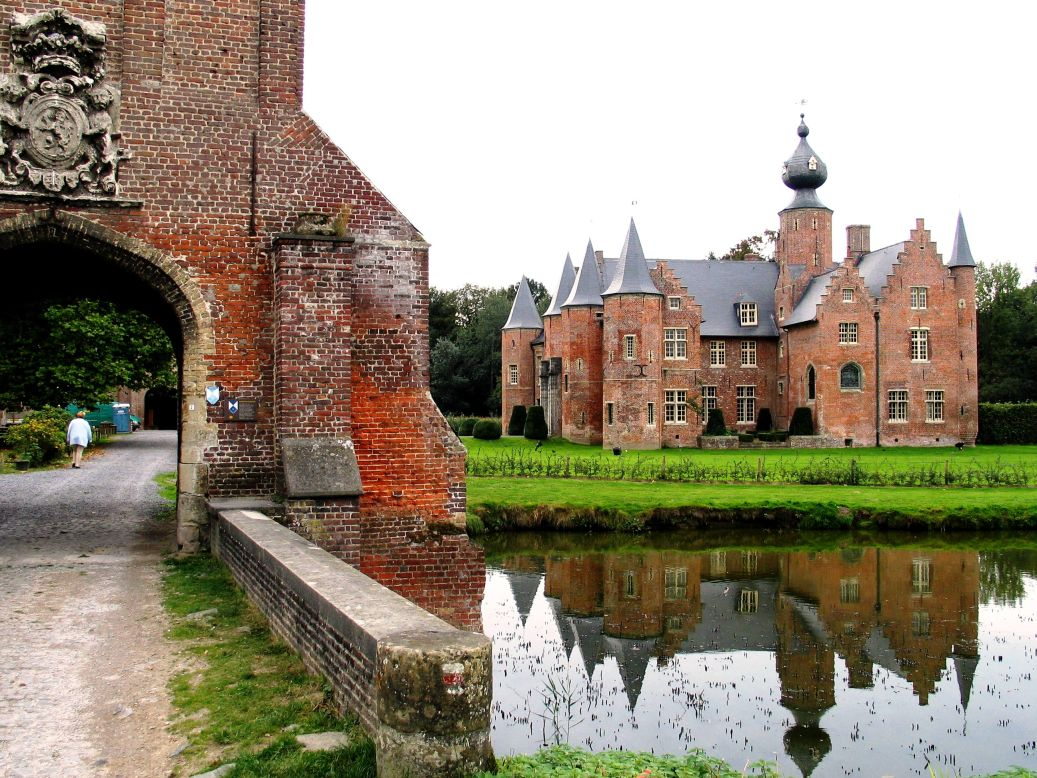
Het kasteel de Thiennes in Rumbeke

Chrétien Cahrles Marie Joseph Ghislain Cajetan de Thiennes (Gent, 14 december 1758 - Anzegem, 15 september 1831) was een Zuid-Nederlands edelman.

## Biografie

### Familie en opleiding
Chrétien de Thiennes behoorde tot een van de takken van de aloude familie de Thiennes. Zijn vader, Charles de Thiennes (1737-1758, hoewel sommige bronnen 1732 als geboortejaar aangeven), trouwde in 1758 met Anne-Marie-Françoise de Lichtervelde (1736-1801). Nog datzelfde jaar, op 2 november 1758, overleed hij. De oorzaak voor dit vroege overlijden wordt nergens vermeld. Het kan van ziekte of ongeval geweest zijn, maar het kan ook dat hij aan verwondingen bezweek, na deelname aan de Slag bij Hochkirch, waarbij ook zijn neef, luitenant-kolonel Jacques de Thiennes, op 14 oktober 1758 sneuvelde.
Chrétien was dus een postume zoon. Zijn moeder trad in 1765 opnieuw in het huwelijk, met de weduwnaar graaf Joseph Murray de Melgum, eigenaar van het regiment dat zijn naam droeg. De man was belangrijk in de Oostenrijkse Nederlanden. In 1787, net voor de revolutionaire troebelen begonnen, was hij dienstdoende gouverneur-generaal van deze gewesten. In het regiment van zijn stiefvader kreeg Chrétien zijn militaire opleiding. Hij werd in het regiment lid van de militaire vrijmetselaarsloge L'Indissoluble. Hij werd ook lid van de Gentse loge La Bienfaisante en werd er zelfs ceremoniemeester. In de Provinciale Grootloge was hij Grand hospitalier provincial. 

### Huwelijk en Oostenrijkse carrière
De Thiennes was nog geen twintig toen hij op 12 juli 1778 trouwde met gravin Marie-Josèphe of Joséphine de Cobenzl, de jongste dochter van graaf Karl Johann Philipp von Cobenzl, de in zijn tijd actieve en machtige gevolmachtigd minister in de Oostenrijkse Nederlanden. Het huwelijk bevorderde de carrière van Chrétien. Hij werd onmiddellijk kamerheer van de Oostenrijkse keizerin, en in 1781, amper drieëntwintig, werd hij benoemd tot grootbaljuw voor het kwartier van Brugge. Voortaan pendelde hij tussen zijn hotel in Gent, zijn verblijf in Brussel, zijn kasteel in Rumbeke en het gouvernementshuis in de Hoogstraat in Brugge. In Brugge maakte hij zich populair door lid te worden van de lokale schuttersverenigingen Sint-Joris en Sint-Sebastiaan. Zijn carrière als hoogbaljuw werd afgebroken in 1790 naar aanleiding van de Brabantse Omwenteling. Als keizerlijk vertegenwoordiger ontvluchtte hij tijdelijk het land, waarschijnlijk naar Rijsel. In 1791, toen de Oostenrijkers terug waren, hernam hij zijn functie tot aan de eerste Franse inval in november 1792. Net voor hij weer werd afgezet, was hij nog lid geworden van de Edele Confrérie van het Heilig Bloed.
Ondertussen was zijn huwelijk op de klippen gelopen. Zijn echtgenote was het hofleven gewoon en leefde zeer geldverspillend. Alvorens ze de echtelijke financiën helemaal verstoorde kwam het tot een scheiding. Ze ging toen inwonen bij haar broer, de latere ambassadeur Louis de Cobenzl (1753-1808), en - bekend als 'Madame de Rombeke' - vluchtte ze in 1794 naar Wenen, waar ze in 1834 overleed, arm en van iedereen vergeten.
Chrétien emigreerde toen zelf ook naar Wenen, waar zijn moeder in 1797 overleed en zijn stiefvader in 1802. Zijn halfbroer, luitenant-generaal Albert de Murray (1774-1848), doorliep een succesvolle militaire loopbaan in het Oostenrijkse leger.

### Latere loopbaan
De Thiennes kwam onder het Franse keizerrijk terug naar Zuid-Nederland om er zijn eigendommen te vrijwaren en verbleef als ambteloos burger op zijn kasteel van Rumbeke. Onder het Verenigd Koninkrijk der Nederlanden nam hij, enigszins verwonderlijk, niet de moeite om zich in de adel te laten bevestigen. Dit belette niet dat de koning hem in 1826 tot lid benoemde van de Eerste Kamer der Staten-Generaal, wat hij bleef tot in 1829. Hij ontmoette er zijn neef Charles de Thiennes de Lombise, die alternerend met een Noord-Nederlander, van 1815 tot 1830 voorzitter van de Eerste Kamer was.
Toen de Belgische Revolutie uitbrak, was Chrétien de Thiennes de zeventig voorbij. Hij kwam nog wel voor op de lijst van de verkiesbaren voor de Senaat, maar speelde geen enkele rol meer en overleed weldra op zijn kasteel in Anzegem. Zijn eigendommen werden geërfd door de andere tak van de familie. Een generatie later, toen ook daar mannelijke opvolgers ontbraken, gingen de eigendommen door huwelijk over op de familie de Limburg Stirum.